# Potamophylax juliani
Potamophylax juliani là một loài Trichoptera trong họ Limnephilidae. Chúng phân bố ở miền Cổ bắc.